# Ielena Antónova
Ielena Antónova (rus: Елена Петровна Антонова)  (Taixkent, 21 d'agost de 1952) és una remadora uzbeka, ja retirada, que va competir sota bandera de la Unió Soviètica durant la dècada de 1970.
El 1976 va prendre part en els Jocs Olímpics de Mont-real, on guanyà la medalla de bronze en la prova del scull individual del programa de rem.
En el seu palmarès també destaquen dues medalles d'or en la modalitat de doble scull al Campionat del món de rem de 1974 i 1975, i una d'or, també en el doble scull, al Campionat d'Europa de rem de 1973.